# Penstemon franklinii
Espèce
Penstemon franklinii  est une espèce de plantes de la famille des Plantaginacées, originaire d'Amérique du Nord. Elle est connue sous le nom de   Franklin’s Beardtongue en anglais.

## Description
Cette espèce est pérenne, native de l’Utah et peut atteindre 25cm de hauteur. Les fleurs sont généralement de couleur violette.